# Deedee Corradini
Deedee Corradini née Margaret Louise McMullen le 11 avril 1944 à Providence et morte le 1er mars 2015 à Park City, est une femme politique américaine. Elle est maire de Salt Lake City de 1992 à 2000.

## Biographie
Enfant, Margaret McMullen fréquente des écoles au Liban et en Syrie pendant onze ans. Elle obtient un baccalauréat des arts de l'université Drew ainsi qu'une maîtrise en psychologie de l'université de l'Utah. Elle change légalement son prénom pour celui de Deedee, un surnom d'enfance.
Elle est élue maire de Salt Lake City en 1991 et devient la première femme à exercer cette fonction en janvier 1992. Réélue en 1995, elle achève son second mandat le 3 janvier 2000. 
Elle meurt des suites d'un cancer du poumon le 1er mars 2015.